# 丸山博 (国土交通官僚)
丸山 博（まるやま ひろし、1948年6月1日 - 2019年8月2日）は、日本の国土交通官僚。元駐フィンランド特命全権大使。

## 人物・経歴
鹿児島県出身。1972年東京大学経済学部卒業、運輸省入省、自動車局総務課配属。1986年外務省在フランス日本国大使館一等書記官。2002年国土交通省自動車交通局長。2003年国土交通省鉄道局長。2004年国土交通省総合政策局長。2005年国土交通審議官。2006年運輸政策研究機構副会長。2009年駐フィンランド特命全権大使。2014年空港施設代表取締役社長。2018年瑞宝重光章受章。2019年空港施設代表取締役会長。同年呼吸不全により死去。享年71。